# Amorcito corazón (canción)
“Amorcito corazón” es una canción mexicana, ícono de la cultura popular mexicana, con letra de Pedro de Urdimalas y música de Manuel Esperón. Fue compuesta para la película “Nosotros los pobres” para ser interpretada por Pedro Infante y Blanca Estela Pavón en los papeles de Pepe “el Toro” y Celia “la chorreada”, respectivamente. Posteriormente, fue utilizada en las dos secuelas: “Ustedes los ricos” y “Pepe El Toro”.
En “Nosotros los pobres”, el compositor de la letra, Pedro de Urdimalas, interpreta al “Topillos” quien es parte del grupo de amigos de “Pepe el Toro” y pareja sentimental de “La Tostada” interpretada por Delia Magaña.
"Amorcito corazón" es una de las canciones más reconocidas del cine mexicano, en particular de la llamada época de oro. La escena en la carpintería cuando Pedro Infante interpreta esta canción, ha sido parodiada un sin número de veces en el cine y la televisión mexicanos.
Pedro de Urdimalas no compuso esta canción particularmente para estas películas, sino que la canción fue producto de un gran amor que vivió mucho antes de que las películas de Pedro Infante la inmortalizara.
Cuando el director de la pelicula, Ismael Rodríguez, pidió la canción principal para el filme al compositor Manuel Esperón, él compuso un tema que cuando se lo mostró, y a Don Ismael le pareció que no mostraba el carácter sencillo y de pobreza que se acomodara a la trama y le dijo a Esperón: Manuelito, no es lo que quiero, y el problema es que lo necesito para hoy mismo. Entonces, el maestro Esperón se fue a su piano que aún se encuentra en los estudios Churubusco, y que tiene una placa donde dice: "En este piano se compuso Amorcito corazón". El maestro, un poco triste y enojado, se recargó de espaldas al teclado del piano y ahi empezó a sonar un par de teclas, un "Fa" y un "Mi" simultáneamente (que es como empieza la canción), y de ahí se voltea de frente y empieza a completar la melodía, y en 3 minutos la tenía lista. Rápidamente, regresó con Don Ismael quien quedó maravillado y le dijo: "Esto es lo que quería". Ahi nace la melodía de "Amorcito corazón". Ya posterior a este hecho el autor de la letra, Pedro de Urdimalas, le puso esa hermosa letra que ya tenia de tiempo atrás para crear esta joya que ya quedó para la posteridad.

## Versiones

### Versión paraAmorcito Corazón
Para la telenovela mexicana del mismo nombre de Televisa, protagonizada por Elizabeth Álvarez, Diego Olivera, Daniel Arenas y África Zavala, y el cantante puertorriqueño Chayanne interpreta una versión de esta canción para la telenovela.

### Versión paraComo caído del cielo
En la película musical mexicana de Netflix, Como caído del cielo, basada en las canciones de Pedro Infante, esta canción también es incluida y es interpretada por su protagonista, el comediante, actor y cantante Omar Chaparro, con la voz de Pedro Infante.

### Versión para "Mis Romances"
Mis romances es el título del 14°. álbum de estudio grabado por el cantante puertorriqueño Luis Miguel. Fue lanzado al mercado por la compañía discográfica Warner Music Latina el 13 de noviembre de 2001. Lo produjo, una vez más, el propio artista en colaboración de Armando Manzanero. Dedicado a los boleros, este álbum forma de la serie Romance en la que Luis Miguel versiona canciones clásicas latinoamericanas del ayer.